# Tour de l'Aude Feminino
O Tour de l'Aude Feminino (oficialmente: Tour de l'Aude Cycliste Féminin) foi uma competição de ciclismo feminina profissional por etapas que se disputava no departamento de Aude, ao sul da França, no mês de maio.
Criou-se em 1985 e foi uma das corridas por etapas femininas mais prestigiosas junto ao Giro d'Italia Feminino e a Grande Boucle (consideradas como as Grandes Voltas femininas). Ainda que a diferença da Grande Boucle se conseguiu manter no profissionalismo e na categoria 2.9.1 (máxima categoria do profissionalismo para corridas por etapas femininas) renomeando-se essa categoria em 2005 pela 2.1 mantendo a corrida dito status, sendo a sua última edição em 2010 (a Grande Boucle desapareceu um ano dantes).
Sempre teve entre 9 e 10 etapas com alguma edição isolada de 12.

## Palmarés
| Ano  | Ganhadora            | Segunda              | Terceira                   |
| ---- | -------------------- | -------------------- | -------------------------- |
| 1985 | Janelle Parks        | Denise Burton        | Imelda Chiappa             |
| 1986 | Phyllis Hines        | Virginie Lafargue    | Alla Iakovleva             |
| 1987 | Maria Canins         | Tamara Poliakova     | Jeannie Longo              |
| 1988 | Jeannie Longo        | Maria Canins         | Lisa Brambani              |
| 1989 | Cecile Odin          | Nadejda Kibardina    | Sarah Neil                 |
| 1990 | Catherine Marsal     | Leontien van Moorsel | Denise Kelly               |
| 1991 | Leontien van Moorsel | Catherine Marsal     | Inga Thompson              |
| 1992 | Julie Young          | Paola Turcutto       | Inga Thompson              |
| 1993 | Jeannie Longo        | Leontien van Moorsel | Marion Clignet             |
| 1994 | Catherine Marsal     | Rasa Polikeviciute   | Aleksandra Koljaseva       |
| 1995 | Valentina Polchanova | Rasa Polikeviciute   | Svetlana Bubnenkova        |
| 1996 | Aleksandra Koljaseva | Svetlana Bubnenkova  | Catherine Marsal           |
| 1997 | Linda Jackson        | Svetlana Bubnenkova  | Heidi Van De Vijver        |
| 1998 | Fabiana Luperini     | Valentina Polchanova | Catherine Marsal           |
| 1999 | Lyne Bessette        | Hanka Kupfernagel    | Heidi Van De Vijver        |
| 2000 | Hanka Kupfernagel    | Mirjam Melchers      | Geraldine Loewenguth       |
| 2001 | Lyne Bessette        | Judith Arndt         | Susanne Ljungskog          |
| 2002 | Judith Arndt         | Valentina Polchanova | Edita Pucinskaite          |
| 2003 | Judith Arndt         | Lyne Bessette        | Susanne Ljungskog          |
| 2004 | Trixi Worrack        | Judith Arndt         | Kimberley Bruckner-Baldwin |
| 2005 | Amber Neben          | Trixi Worrack        | Kristin Armstrong          |
| 2006 | Amber Neben          | Susanne Ljungskog    | Trixi Worrack              |
| 2007 | Susanne Ljungskog    | Trixi Worrack        | Judith Arndt               |
| 2008 | Susanne Ljungskog    | Judith Arndt         | Trixi Worrack              |
| 2009 | Claudia Häusler      | Trixi Worrack        | Marianne Vos               |
| 2010 | Emma Pooley          | Mara Abbott          | Emma Johansson             |

## Palmarés por países
| País           | Vitórias |
| -------------- | -------- |
| Estados Unidos | 5        |
| França         | 5        |
| Alemanha       | 5        |
| Canadá         | 3        |
| Rússia         | 2        |
| Itália         | 2        |
| Suécia         | 2        |
| Países Baixos  | 1        |
| Reino Unido    | 1        |